# Teràpia conductual
La teràpia de la conducta o teràpia del comportament és un terme ampli referit a la psicoteràpia clínica que utilitza tècniques derivades del conductisme i que sovint s'utilitzen conjuntament amb la psicologia cognitiva. Tot i que l'anàlisi de la conducta veu tot el que un organisme fa com a conducta, incloent-hi l'activitat manifesta i encoberta, la psicologia cognitiva adquireix el punt de vista del mentalisme que l'activitat manifesta és la causa de la conducta manifesta. Aquells que practiquen la teràpia de la conducta tendeixen a mirar més a conductes específiques apreses i a com el medi ambient influeix sobre aquestes conductes. Aquells que practiquen la teràpia de la conducta s'anomenen «conductistes» o «analistes de comportament», i tendeixen a buscar resultats del tractament que es poden mesurar objectivament. La teràpia de la conducta no implica un mètode específic sinó que té una àmplia gamma de tècniques que es poden utilitzar per tractar els problemes psicològics d'una persona.
L'anàlisi de comportament aplicat (Applied Behaviour Analysis, ABA) és l'aplicació d'anàlisis de comportament que se centra en avaluar com les variables ambientals influeixen en els principis d'aprenentatge, en particular els condicionaments operants i clàssics, per identificar possibles procediments de canvi de la conducta que s'utilitzen amb freqüència durant l'teràpia clínica. Les teràpies cognitivo-conductuals (cognitive-behavioural therapy, CBT) consideren la cognició i les emocions com a precedents de conductes manifestes amb tractaments planificats en psicoteràpia per a reduir el problema. Les tècniques pròpies de les teràpies de la conducta són components superposats de la psicologia cognitiva, a més dels principis analítics de comportament de substitució d'estímuls, càstig, habituació i anàlisi funcional.
El conductisme metodològic, que no reconeix que aquesta conducta també pot ser encoberta, no està completament obsolet en la pràctica clínica. La prevenció d'exposició i resposta (Exposure and Response Prevention, ERP), una subcategoria de la dessensibilització «inundant» i derivada de la conducta metodològica, per exemple, s'utilitza normalment per als pacients amb trastorn obsessivocompulsiu (TOC). Encara que en la teoria no sigui completament una conducta analítica, el terapeuta de la conducta usarà les avaluacions de la conducta funcional (Functional Behaviour Assessments, FBA) i els plans d'intervenció de la conducta (Behaviour Intervention Plans, BIPs) abans d'implementar la intervenció, i confiar en l'anàlisi funcional al respecte.

## Història
S'han identificat els precursors de certs aspectes fonamentals de la teràpia de la conducta en diverses tradicions filosòfiques antigues, particularment l'estoïcisme. Per exemple, Joseph Wolpe i Arnold Lazarus van escriure,
| « | Mentre que la teràpia de la conducta moderna aplica deliberadament els principis d'aprenentatge d'aquestes operacions terapèutiques, la teràpia de la conducta empírica probablement és tan antiga com la civilització, si tenim en compte que la civilització va començar quan l'home va fer les primeres coses per millorar el benestar d'altres homes. Des del moment en què això es va convertir en una característica de la vida humana, ha hagut ocasions en què un home es queixava dels seus mals a un altre que l'aconsellava o el persuadia d'un curs d'acció. En un sentit ampli, això es podria anomenar teràpia de la conducta, sempre que la conducta es concebis com a agent terapèutic. Els escrits antics contenen innombrables prescripcions de conducta que s'adhereixen a aquesta concepció àmplia de la teràpia de la conducta. | » |

El primer ús del terme «alteracions de conducta» sembla que ho va fer Edward Thorndike en 1911. Al seu article Provisional Laws of Acquired Behavior or Learning (Lleis Provisionals de Conductes Adquirides o Aprenentatge) fa ús freqüent del terme «conducta modificadora». A través de la investigació primerenca durant la dècada del 1940 i 1950, el terme va ser utilitzat pel grup de recerca de Joseph Wolpe. La tradició experimental en la psicologia clínica la va utilitzar per referir-se a tècniques psicoterapèutiques derivades de la investigació empírica. Des d'aleshores s'ha referit principalment a les tècniques per augmentar la conducta adaptativa a través del reforç i la disminució de la conducta mal adaptativa a través de l'extinció o el càstig (amb èmfasi en el primer). Dos termes relacionats són la teràpia de la conducta i l'anàlisi del comportament aplicat. Atès que les tècniques derivades de la psicologia de la conducta tendeixen a ser les més efectives a l'hora d'alterar la conducta, la majoria dels professionals consideren la modificació de la conducta, juntament amb la teràpia de la conducta i l'anàlisi del comportament aplicat, es fonamenta en el conductisme. Tot i que la modificació de la conducta i l'anàlisi del comportament aplicat normalment utilitzen intervencions basades en els mateixos principis de conducta, molts modificadors de conducta que no s'apliquen a l'anàlisi del comportament tendeixen a utilitzar paquets d'intervencions i no realitzen conductes funcionals abans d'intervenir.
Possiblement, la primera aparició del terme «teràpia de la conducta» va ser en un projecte de recerca de 1953 per B.F. Skinner, Ogden Lindsley, Nathan H. Azrin i Harry C. Solomon. En el document es va parlar sobre el condicionament operant i com es podria utilitzar per ajudar a millorar el funcionament de les persones diagnosticades d'esquizofrènia crònica. Els primers pioners en la teràpia de la conducta inclouen Joseph Wolpe i Hans Eysenck.
En general, es considera que la teràpia de la conducta té tres punts d'origen diferents: Sud-àfrica (Grup Wolpe), Estats Units (Skinner) i Regne Unit (Rachman i Eysenck). Cadascun tenia el seu propi enfocament diferenciat per veure els problemes de la conducta. Eysenck ha vist en particular els problemes de la conducta com una interacció entre les característiques de la personalitat, el medi ambient i la conducta. El grup de Skinner, als Estats Units, va prendre més d'un enfocament de condicionament operant. L'enfocament del condicionament operant va crear un enfocament funcional per a l'avaluació i les intervencions enfocades a la gestió de contingències, com ara l'economia simbòlica i l'activació de la conducta. L'estudiant de Skinner, Ogden Lindsley, acredita formar un moviment anomenat «docència de precisió», que va desenvolupar un tipus particular de programa gràfic anomenat «diagrama de celeració estàndard per controlar el progrés dels clients». Skinner es va interessar en la individualització dels programes d'aprenentatge millorat en persones amb discapacitat o sense, i va treballar amb Fred S. Keller per desenvolupar l'ensenyança programada. L'ensenyança programada va tenir un cert èxit clínic en la rehabilitació d'afàsia. Gerald Patterson va utilitzar l'ensenyança programada per desenvolupar el seu text per als pares de nens amb problemes de conducta (vegeu Formació de pares). Amb l'edat, la resposta condicionada de l'entrevistat sembla lenta, però el condicionament operant es manté relativament estable. Mentre el concepte tenia la seva participació d'advocats i crítics a occident, la seva introducció a l'escenari asiàtic, particularment a l'Índia a principis de la dècada del 1960 i el seu gran èxit va ser un testimoni del compromís permanent del psicòleg indi H. Narayan Murthy amb els principis de teràpia de la conducta i biofeedback.
Tot i que molts terapeutes de la conducta continuen compromesos amb l'operant bàsic i el paradigma dels enquestats, a la segona meitat del segle xx molts terapeutes van unir la teràpia de la conducta amb la teràpia cognitiva, d'Aaron Beck i Albert Ellis, per formar les teràpies cognitivo-conductuals. En algunes àrees la conducta cognitiva tenia un efecte additiu (per exemple, l'evidència suggereix que les intervencions cognitives milloren el resultat del tractament de la fòbia social), però en altres àrees no va millorar el tractament, la qual cosa va conduir a la recerca de «teràpies de la conducta de tercera generació». La teràpia de conducta de tercera generació utilitza principis bàsics de la psicologia operant i psicologia responent, però els relaciona amb l'anàlisi funcional i la formulació clínica / conceptualització del cas de la conducta verbal més en línia amb la visió dels analistes de comportament. Algunes investigacions donen suport a aquestes teràpies com més eficaces en alguns casos que la teràpia cognitiva, però en general la qüestió encara necessita respostes.

## Bases científiques
L'enfocament conductual de la teràpia suposa que el comportament associat amb problemes psicològics es desenvolupa a través dels mateixos processos d'aprenentatge que afecten el desenvolupament d'altres comportaments. Per tant, els conductistes veuen problemes de personalitat en la forma en què es va desenvolupar la personalitat. No consideren els trastorns del comportament com alguna cosa que una persona té, sinó que reflecteix com l'aprenentatge ha influït en determinades persones per a comportar-se d'alguna manera en determinades situacions. Comprendre com es duu a terme el procés d'aprenentatge prové de la recerca que s'ha realitzat en un condicionament operant i en un condicionament clàssic.
La teràpia de la conducta es basa en els principis del condicionament clàssic desenvolupat per Ivan Pàvlov i en el condicionament operant desenvolupat per B.F. Skinner: 
- el condicionament clàssic ocorre quan un estímul neutre apareix just abans d'un altre estímul que desencadena una resposta reflexiva. La idea és que si l'estímul neutre i qualsevol altre estímul que desencadena una resposta s'uneixin amb freqüència suficient perquè l'estímul neutre produeixi la resposta reflexiva.[19]
- el condicionament operatiu té a veure amb les recompenses i els càstigs, i com poden enfortir o debilitar determinats comportaments.[20]

Hi ha hagut una gran confusió sobre com difereixen aquests dos condicionants i si les diverses tècniques de teràpia de la conducta tenen alguna base científica comuna.
Els programes de gestió de contingència (Contingency management, CM) són un producte directe de la investigació del condicionament operant. Aquests programes han tingut un gran èxit amb aquells que pateixen trastorns de pànic, trastorns d'ansietat i fòbies.
La dessensibilització sistemàtica i l'exposició i prevenció de la resposta (Exposure and response prevention, ERP o EX/RP) van evolucionar des del condicionament dels enquestats i també s'ha realitzat una investigació considerable.
La prova d'evitació del comportament (Behavior avoidance test, BAT) és un procediment conductual en el qual el terapeuta mesura quant de temps el client pot tolerar un estímul induït per l'ansietat. El BAT s'inclou en els mètodes de comportament terapèutic basats en l'exposició. Els mètodes basats en l'exposició de la teràpia de la conducta són adequats per al tractament de les fòbies, que inclouen pors intenses i no raonables (per exemple, por a les aranyes, por a la sang, por a parlar en públic). El terapeuta necessita algun tipus d'avaluació del comportament per registrar el progrés continu d'un pacient que es troba en un tractament basat en l'exposició de la fòbia; l'enfocament més senzill possible d'avaluació per a això és el BAT. Es preveu l'enfocament del BAT en el supòsit raonable que la por del pacient és el principal determinant del comportament en la situació de la prova. El BAT es pot ser visual, pràctic o físic, depenent del comportament inadaptat dels pacients. La seva aplicació no es limita a les fòbies, sinó que s'aplica a diversos trastorns, com el trastorn per estrès posttraumàtic (TEPT) i el trastorn obsessivocompulsiu (TOC).

### Avaluació
Els terapeutes de la conducta completen una anàlisi funcional o una avaluació funcional que analitza quatre àrees importants: estímul, organisme, resposta i conseqüències:
- l'estímul és la condició o activador ambiental que causa el comportament.[25]
- un organisme implica les respostes internes d'una persona, com a respostes fisiològiques, emocions i cognició.[24]
- una resposta és el comportament que una persona exhibeix.
- les conseqüències són el resultat del comportament.

Aquestes quatre àrees s'incorporen a una avaluació realitzada pel terapeuta de la conducta.
La majoria dels terapeutes de la conducta utilitzen mètodes d'avaluació objectius, com entrevistes estructurades, proves psicològiques objectives o diferents formes d'avaluació del comportament. Aquests tipus d'avaluacions s'utilitzen perquè el terapeuta de la conducta pugui determinar exactament el que el problema d'un pacient pot ser i establir una línia de base per a qualsevol resposta inadaptativa que pugui tenir el pacient. Tenint aquesta línia de base, mentre continua la teràpia, aquesta mateixa mesura es pot utilitzar per comprovar el progrés d'un pacient, que pot ajudar a determinar si la teràpia funciona. Els terapeutes de la conducta no solen preguntar per què?, sinó que les seves preguntes tendeixen a estar més centrades en com?, quan?, on? i qui?. Les proves com el prova de Rorschach o els tests de personalitat, com l'Inventari Multifàsic de Personalitat de Minnesota (Minnesota Multiphasic Personality Inventory, MMPI), no s'utilitzen habitualment per a l'avaluació del comportament, ja que es basen en la teoria dels trets de la personalitat assumint que la resposta d'una persona a aquests mètodes pot predir el comportament. L'avaluació del comportament està més centrada en les observacions de la conducta d'un individu en el seu entorn natural.
L'avaluació del comportament intenta específicament conèixer quines són les variables ambientals i autoimposades. Aquestes variables són les coses que permeten que una persona mantingui els seus sentiments, pensaments i comportaments mal adaptats En una avaluació del comportament també es consideren les «variables de la persona». Aquestes variables personals provenen de la història d'aprenentatge social d'una persona i afecten la forma en què el medi ambient afecta el comportament d'aquesta persona. Un exemple de variable de la persona seria una competència del comportament; la competència del comportament versa sobre si una persona té les habilitats i comportaments adequats que són necessaris quan es realitza una resposta específica a una determinada situació o estímuls.
Al realitzar una avaluació del comportament, el terapeuta de la conducta vol respondre dues preguntes: 
- quins són els diferents factors (mediambientals o psicològics) que mantenen el comportament no-adaptatiu?
- quin tipus de teràpia o tècnica de conducta pot ajudar a millorar a l'individu amb més eficàcia?

La primera pregunta consisteix a mirar tots els aspectes d'una persona, que es pot resumir amb l'acrònim BASIC ID; comportament (Behaviour), respostes afectives (Affective responses), reaccions sensorials (Sensory reactions), imatges (Imagery), processos cognitius (Cognitive processes), relacions interpersonals (Interpersonal relationships) i l'ús de medicaments (Drugs).

### Aplicacions clíniques
La teràpia del comportament es basa en les seves principals intervencions en l'anàlisi funcional. Només alguns dels molts problemes que la teràpia del comportament ha analitzat funcionalment inclouen la intimitat en les relacions de parella, el perdó en parelles, el dolor crònic, i els problemes de comportament relacionats amb l'estrès durant l'adolescència causat per l'alcoholisme, anorèxia, angoixa crònica, abús de substàncies, depressió, ansietat, insomni i obesitat. Fins i tot s'aplicat l'anàlisi funcional als problemes que solen trobar els terapeutes, com la resistència del pacient, els pacients parcialment compromesos i els pacients involuntaris.
Les aplicacions a aquests problemes han deixat eines considerables als terapeutes per millorar l'efectivitat terapèutica. Una manera de millorar l'efectivitat terapèutica és utilitzar un reforç positiu o un condicionament operant. Tot i que la teràpia del comportament es basa en el model general d'aprenentatge, es pot aplicar en molts paquets de tractaments diferents que es poden desenvolupar específicament per fer front a comportaments problemàtics. Alguns dels tipus de tractaments més coneguts són: entrenament de relaxació, dessensibilització sistemàtica, exposició a la realitat virtual (virtual reality therapy, VRT), tècniques d'exposició i resposta, capacitació en habilitats socials, modelització, l'assaig de comportament i el tractament de tasques, i teràpia d'aversió i càstig:
- L'entrenament de relaxació implica que els pacients aprenen a disminuir l'excitació per reduir el seu estrès, tensant i alliberant certs grups musculars a tot el cos.[43]
- La dessensibilització sistemàtica és un tractament en el qual el pacient substitueix lentament una resposta inadaptada per una nova resposta apresa mentre s'exposa a una jerarquia de situacions que impliquen por.[44] La dessensibilització sistemàtica es basa en part en el contracondicionament. El contracondicionament és l'aprenentatge de noves formes de canviar una resposta per un altre i, en el cas de la dessensibilització, substitueix aquest comportament inadaptat per a un comportament més relaxant.[45] Les tècniques de prevenció i resposta són també conegudes com a prevenció d'inundacions i de resposta.[46] La prevenció d'inundacions i de resposta és la tècnica general en què s'exposa un individu als estímuls provocats per l'ansietat, evitant qualsevol resposta evasiva i mantenint-los fora de perill.[46]
- La teràpia de realitat virtual proporciona simulacions realistes, realitzades per ordinador, de situacions problemàtiques.
- El procés de modelització implica que una persona està sotmesa a veure a altres persones que demostren una conducta que es considera adaptable i que hauria d'adoptar el pacient. Aquesta exposició implica no només les pautes de la «persona model», sinó també les situacions d'un determinat comportament, de manera que es pot veure la relació entre la conveniència d'un determinat comportament i la situació en què es produeix aquest comportament.[47]
- Amb l'assaig del comportament i el tractament de tasques, un pacient rep un comportament desitjat durant una sessió de teràpia i després practica i registra aquest comportament entre les seves sessions.
- La teràpia d'aversió i càstig és una tècnica en què s'utilitza un estímul aversiu (dolorós o desagradable) per disminuir els comportaments no desitjats. Es tracta de dos procediments: els procediments que s'utilitzen per disminuir la probabilitat de freqüència d'un comportament determinat, i els procediments que reduiran l'atractiu de certes conductes i els estímuls que els provoquen.[48]
El càstig de la teràpia d'aversió és quan un estímul aversiu es presenta al mateix temps que un estímul negatiu i després es deté al mateix temps quan es presenta un estímul o resposta positiva.[49] Exemples del tipus d'estímul o càstig negatiu que es poden utilitzar són els tractaments de teràpia de xoc,[50] els tractaments aversius per a medicaments,[51] així com el càstig contingent en costos de resposta que implica retirar una recompensa.

L'anàlisi de comportament aplicat utilitza mètodes de comportament per modificar determinats comportaments que es consideren importants socialment o personalment. Hi ha quatre característiques principals de l'anàlisi del comportament aplicat: 
- La primera anàlisi del comportament se centra principalment en conductes evidents en una configuració aplicada. Els tractaments es desenvolupen com una forma d'alterar la relació entre aquests comportaments evidents i les seves conseqüències.[52]
- Una altra característica de l'anàlisi del comportament aplicat és com (l'anàlisi del comportament) es tracta d'avaluar els efectes del tractament. El subjecte individual es troba on està el focus d'estudi, la investigació se centra en l'individu que es tracta.
- Una tercera característica és que se centra en el qual el medi ambient pot causar canvis de comportament importants.
- Finalment, l'última característica de l'anàlisi del comportament aplicat és l'ús d'aquelles tècniques que provenen d'un condicionament operatiu i clàssic, com ara reforços, càstigs, control d'estímuls i qualsevol altre principi d'aprenentatge que es pugui aplicar.[52]

L'entrenament en habilitats socials ensenya les habilitats dels pacients per accedir als reforçadors i reduir la pena vitalícia. Els procediments del condicionament operant en el metanàlisi van tenir la mida d'efecte més gran per a l'entrenament de les habilitats socials, seguit de tècniques de modelització, entrenament personal i cognitives socials en aquest ordre. La formació en habilitats socials té un suport empíric especialment per a l'esquizofrènia. No obstant això, amb l'esquizofrènia, els programes de comportament generalment han deixat de ser els preferits.
Algunes altres tècniques que s'han utilitzat en la teràpia del comportament són l'ús de tasques de composició i classificació, la contractació de contingència, l'economia de Token, els costos de resposta, i el biofeedback:
- Les tasques de composició i classificació s'utilitzen quan el comportament que cal aprendre és complex. Les conductes complexes que cal aprendre són esglaonades en passos més senzills, on la persona pot aconseguir petites fites i a poc a poc adquirir un comportament més complex. Cada pas s'aproxima a l'objectiu final i ajuda a la persona a ampliar les seves activitats d'una manera gradual. Aquest comportament s'utilitza quan una persona considera que alguna cosa a la seva vida no es pot canviar i les tasques de la vida semblen ser aclaparadores.[58]
- Una altra tècnica de teràpia del comportament implica que un pacient es responsabilitzi dels seus comportaments en un esforç per canviar-los. Això s'anomena contracte de contingència, que és un contracte formal per escrit entre dues o més persones que defineix els comportaments específics esperats que es vol canviar i les recompenses i els càstigs que acompanyen aquest comportament.[57] Perquè un contracte de contingència sigui oficial, ha de tenir cinc elements.
  - Primer s'ha d'indicar el que obtindrà cada persona si completen el comportament desitjat.
  - En segon lloc, les persones involucrades han de controlar els comportaments.
  - En tercer lloc, si el comportament desitjat no s'està realitzant de la forma acordada en el contracte, caldrà que s'apliquin els càstigs definits en el contracte.
  - En quart lloc, si les persones implicades compleixen el contracte, han de rebre bonificacions.
  - L'últim element consisteix a documentar el compliment i l'incompliment mentre s'utilitza aquest tractament per donar a les persones implicades en una retroalimentació consistent sobre el comportament objectiu i la provisió de reforçadors.[59]
- L'economia de Token és una tècnica de teràpia del comportament on els pacients són reforçats amb fitxes que es consideren una mena de moneda que es poden utilitzar per adquirir les recompenses desitjades, com ara poder veure la televisió o fer un aperitiu que desitgin quan realitzen comportaments designats.[57] L'economia de Token s'utilitza principalment en entorns institucionals i terapèutics. Per tal que aquesta economia simbòlica sigui efectiva, ha de ser coherent en l'administració del programa per part de tot el personal. Els procediments han de ser clarament definits perquè no hi hagi confusió entre els pacients. En lloc de buscar maneres de castigar els pacients o negar-los de recompenses, el personal ha de reforçar els comportaments positius perquè els pacients incrementin l'aparició del comportament desitjat. Amb el pas del temps, les «fitxes moneda» s'han de reemplaçar amb recompenses menys tangibles, com ara elogis, perquè el pacient estigui preparat per a quan abandoni la institució i no esperi obtenir alguna cosa cada vegada que realitzi un comportament desitjat.[60]
- Molt relacionat amb l'economia simbòlica de Token és una tècnica anomenada costos de resposta. Aquesta tècnica pot ser usada amb economies simbòliques o no. Els costos de resposta són el costat negatiu de les economies simbòliques, on hi ha una pèrdua de recompensa o privilegi quan algú realitza un comportament indesitjat.[60] Com a economies simbòliques, aquesta tècnica s'utilitza principalment en entorns institucionals i terapèutics.[57]

Considerables implicacions pràctiques s'han inspirat en visions de comportament de diverses formes de psicopatologia. Una forma de comportament terapèutic, l'entrenament de reversió de l'hàbit, s'ha trobat que és altament eficaç per tractar tics.

### La teràpia del comportament de tercera generació
El moviment de la teràpia del comportament de tercera generació s'ha anomenat anàlisi clínic del comportament (Clinical behavior analysis, CBA) perquè representa un moviment allunyat del cognitivisme radical i d'altres formes de cognitivisme, en particular l'anàlisi funcional i els models de comportament de la conducta verbal. Alguns autors s'oposen al terme «tercera generació» o «tercera ona» i incorporen moltes de les tècniques terapèutiques de la «tercera generació» sota el terme general de «teràpies modernes del comportament cognitiu».
Aquesta àrea inclou la teràpia d'acceptació i compromís (Acceptance and Commitment Therapy, ACT), el sistema d'anàlisi del comportament cognitiu de la psicoteràpia (Cognitive Behavioral Analysis System of Psychotherapy, CBASP) (McCullough, 2000), activació del comportament (Behavioural activation, BA), psicoteràpia analítica funcional (Functional Analytic Psichotherapy, FAP), teràpia del comportament aplicada a la parella, i teràpia dialèctica del comportament (Dialectical Behavior Therapy, DBT). Aquests enfocaments entren directament dins de la tradició de l'anàlisi de comportament aplicat de la teràpia del comportament.
- Pot ser que la teràpia d'acceptació i compromís sigui el més estudiat de tots els models de teràpia del comportament de tercera generació. Es basa en la teoria del marc relacional (Relational Frame Theory, RFT).[63]
- La psicoteràpia analítica funcional es basa en una anàlisi funcional de la relació terapèutica.[64] Posa més èmfasi en el context terapèutic i torna a l'ús del reforç durant la sessió.[65] En general, 40 anys d'investigació recolzen la idea que el reforç de la conducta durant la sessió pot conduir al canvi de comportament.[66]
- L'activació del comportament va sorgir d'una anàlisi de components de la teràpia de comportament cognitiu. Aquesta investigació no va trobar cap efecte additiu per al component cognitiu.[67] L'activació del comportament es basa en un model de reforç coincident.[68] Una revisió recent de la investigació recolza la noció que l'ús de l'activació del comportament és clínicament important per al tractament de la depressió.[69]
- La teràpia del comportament aplicada a la parella es va desenvolupar a partir de la insatisfacció amb la teràpia de parella tradicional. La teràpia del comportament aplicaada a la parella mostra a Skinner (1966) la diferència entre el comportament governat per regla general i el marc de contingència.[70] Parla d'aquesta anàlisi amb una avaluació funcional completa de la relació de la parella. Els esforços recents han utilitzat conceptes de comportament radical per interpretar una sèrie de fenòmens clínics, inclòs el perdó.[71]

### Organitzacions
Existeixen moltes organitzacions per als terapeutes de la conducta de tot el món.
- L'Associació Internacional per a l'Anàlisi de Comportament (Association for Behavior Analysis International, ABAI) proporciona l'acreditació per a programes de formació en teràpia de la conducta.[72]
- Als Estats Units, la 25a divisió de l'Associació Americana de Psicologia (American Psychological Association, APA) és la divisió per a l'anàlisi del comportament.
- L'Associació per a la Teràpia del Comportament Contextual (Association for Contextual Behavior Therapy, ACBT) és una altra organització professional.
- L'Associació per a la Ciència del Comportament Contextual (Association for Contextual Behavioral Science, ACBS) acull molts centres clínics amb interès específic en la teràpia del comportament de tercera generació.
- L'Associació per a Teràpies del Comportament i Cognitives (Association for Behavioral and Cognitive Therapies, ABCT), coneguda anteriorment com' l'Associació per a la Promoció de la Teràpia de Conducta (Association for the Advancement of Behavior Therapy, AABT), és per a aquells amb una orientació més cognitiva.

### Tractament de trastorns mentals
Molts han argumentat que la teràpia de la conducta és almenys tan eficaç com el tractament farmacològic per a la depressió, el TDAH i el TOC. Tot i que dos grans estudis realitzats per la Facultat de Ciències de la Salut de la Universitat Simon Fraser indiquen que tant les teràpies de la conducta com les teràpies cognitivo-conductual són igualment efectives per al TOC, s'ha demostrat que les teràpies cognitivo-conductual funcionen lleugerament millor en el tractament simultani de la depressió.
Considerables implicacions en política s'han inspirat en visions de comportament de diverses formes de psicopatologia. Una forma de comportament terapèutic (l'entrenament de reversió de l'hàbit) ha sigut molt eficaç per tractar tics.
Hi ha hagut un desenvolupament cap a la combinació de tècniques per tractar trastorns psiquiàtrics. Les intervencions cognitives s'utilitzen per millorar els efectes de les intervencions del comportament més establertes basades en els condicionaments operant i clàssic. També s'ha fet un esforç més gran per abordar el context de comportament interpersonal.
La teràpia del comportament es pot aplicar a una sèrie de trastorns mentals i, en molts casos, és més eficaç per a trastorns específics en comparació amb els altres. Les tècniques de teràpia del comportament es poden utilitzar per tractar qualsevol por o fòbia que una persona pugui tenir: 
- La dessensibilització també s'ha aplicat a altres temes, com el tractament de la ira, si una persona té problemes per dormir i cert trastorns de la parla. La dessensibilització no es produeix durant la nit, hi ha un procés de tractament. La dessensibilització es realitza en una jerarquia i passa per diverses sessions. La jerarquia passa de situacions que fan que una persona estigui menys ansiosa o nerviosa fins a coses que el pacient consideri extremes.[76]
- S'ha utilitzat la modelització per fer front a les pors i les fòbies. El modelatge s'ha utilitzat en el tractament de la por a les serps i l'por a l'aigua.[77]
- Les tècniques de teràpia d'aversió s'han utilitzat per tractar les desviacions sexuals[78] i l'alcoholisme.[79]
- Les tècniques d'exposició i resposta es poden utilitzar per tractar persones que tenen problemes d'ansietat, així com qualsevol por o fòbia.[80] Aquests procediments també s'han utilitzat per ajudar a les persones que s'enfronten a problemes de ràbia i a dolors patològics (persones que tenen pensaments d'angoixa sobre una persona morta).[81]
- La teràpia per realitat virtual tracta amb por a les altures,[82] l'por a volar,[83] i una varietat d'altres trastorns d'ansietat.[84] La teràpia per realitat virtual també s'ha aplicat per ajudar a persones amb problemes d'abús de substàncies que redueixen la seva capacitat de resposta a determinats indicis que provoquen la necessitat d'utilitzar medicaments.[85]
- Les tasques de composició i classificació s'han utilitzat per fer front a suïcidi i individus deprimits o inhibits. Això s'utilitza quan un pacient se sent sense esperança i no té cap forma de canviar de vida. Aquesta desesperació implica com la persona reacciona i respon a una altra persona i a determinades situacions, i la seva impotència percebuda per canviar aquesta situació que s'afegeix a la desesperança. Per a una persona amb idees suïcides, és important començar amb petits passos. Atès que aquesta persona pot percebre tot com un gran pas, com més petit sigui, més fàcil serà que la persona domini cada pas.[58] Aquesta tècnica també s'ha aplicat a les persones que s'enfronten a l'agorafobia, o la por d'estar en llocs públics o fer alguna cosa vergonyosa.[86]
- El contracte de contingències s'utilitza per tractar qualsevol problema de la conducta que un individu pugui tenir. S'ha utilitzat per fer front als problemes de conducta en els delinqüents i en les conductes de les tasques dels estudiants.[59]
- L'economia de Token s'utilitza en entorns controlats i es troben principalment en hospitals psiquiàtrics. Es poden utilitzar per ajudar a pacients amb diferents malalties mentals, però no se centren en el tractament de la malaltia mental sinó en els aspectes de la conducta d'un pacient.[87]
- La tècnica de costos de resposta s'ha utilitzat per abordar una varietat de comportaments com ara fumar, menjar en excés, quequesa i la parla psicòtica.[88]

### Resultats del tractament
S'ha demostrat que la dessensibilització sistemàtica pot tractar fòbies sobre altures, conducció, insectes i qualsevol ansietat que una persona pugui tenir. L'ansietat pot incloure ansietat social, ansietat sobre parlar en públic, així com proves d'ansietat. S'ha demostrat que l'ús de la dessensibilització sistemàtica és una tècnica efectiva que es pot aplicar a una sèrie de problemes que una persona pot tenir.
Quan s'utilitzen els procediments de modelització, aquesta tècnica es compara sovint amb una altra tècnica de teràpia de la conducta. En comparació amb la dessensibilització, la tècnica de modelització sembla menys efectiva. Tanmateix, és clar que com més gran és la interacció entre el pacient i el subjecte que modelitza, més gran serà l'efectivitat del tractament.
Si es realitza una teràpia d'exposició i resposta, normalment una persona necessita cinc sessions per veure si el tractament funciona. Després de cinc sessions de tractament d'exposició i resposta es veu si beneficia al pacient i ajuda amb els seus problemes. No obstant això, fins i tot després de cinc sessions es recomana que el pacient continuï el tractament.
El tractament amb realitat virtual ha demostrat ser eficaç per la por a les altures. També s'ha demostrat que ajuda amb el tractament d'una gran varietat de trastorns d'ansietat. La teràpia de la realitat virtual pot ser molt costosa perquè els terapeutes encara estan esperant resultats d'assaigs controlats per al tractament amb realitat virtual per veure quines aplicacions mostren els millors resultats.
Les tasques de composició i classificació per al tractament d'idees suïcides depenen de la gravetat de la depressió i la sensació de desesperació de la persona. Si aquestes coses són severes, la resposta de la persona per a completar petits passos no els serà d'importància perquè no consideren que sigui un gran problema. En general, aquesta tècnica ha tingut èxit amb aquells que no estan deprimits o temptats seriosament perquè la realització d'activitats més simples els anima a continuar a realitzar situacions més complexes.
S'ha vist que els contractes de contingència són efectius per canviar qualsevol comportament no desitjat de les persones. S'ha vist que és eficaç en el tractament de problemes de conducta en delinqüents, independentment de les característiques específiques del contracte.
S'ha demostrat que l'economia de Token és efectiu en el tractament de pacients en sales psiquiàtriques que tenen esquizofrènia crònica. Els resultats van mostrar que la contingència de l'economia de Token controlava el comportament dels pacients.
S'ha demostrat que els costos de resposta treballen en la supressió d'una varietat de comportaments com ara fumar, menjar en excés o quequejar amb un grup divers de poblacions clíniques que van des de sociòpates fins a nens de l'escola. Aquests comportaments que s'han suprimit mitjançant aquesta tècnica sovint no es recuperen quan es retira la contingència de càstig. Els efectes secundaris no desitjats, que generalment es veuen amb càstig, no solen trobar-se quan s'utilitza la tècnica de costos de resposta.

## Característiques
Per naturalesa, les teràpies de la conducta són empíriques (s'obté informació), contextuals (centrades en el medi i el context), funcionals (interessats en l'efecte o la conseqüència d'un comportament en última instància), probabilística (comportament visual com estadísticament predictible), monista (rebutjant el dualisme ment-cos i tractant a la persona com a unitat), i relacional (analitzant interaccions bidireccionals).
La teràpia de la conducta desenvolupa, afegeix i proporciona estratègies i programes d'intervenció del comportament per als pacient, i capacita a les persones a que es preocupin per facilitar la vida d'èxit a les comunitats.

## Mètodes
- Alteracions de conducta
- Aprenentatge observacional
- Condicionament clàssic
- Condicionament ocult
- Condicionament operant
- Dessensibilització sistemàtica
- Dret concordant
- Exposició i prevenció de resposta
- Formació de reversió de l'hàbit
- Gestió de contingències
- Gestió del comportament
- Inundació
- Modelatge